# We've Been Holding Back (canción)
«We've Been Holding Back» es una canción de la banda de post-hardcore estadounidense Our Last Night. Fue lanzado en 2004 como primer y único sencillo de su primer EP, We've Been Holding Back. Es el primer sencillo realizado por la banda. Trevor Wentworth tenía solo 11 años al momento del lanzamiento.

## Créditos

### Our Last Night
- Trevor Wentworth - Screaming
- Matt Wentworth - Guitarra líder, vocalista
- Tim Valich - Guitarra rítmica
- Alex "Woody" Woodrow - Bajo
- Matthew Valich - Batería

- Datos: Q47771061